# Jon Hall (programmeur)
Pour les articles homonymes, voir Jon Hall et Hall.
John Hall (7 août 1950), surnommé maddog, « chien fou », est le directeur de Linux international, une organisation à but non lucratif qui souhaite promouvoir le système d'exploitation basé sur le noyau Linux.
Le surnom maddog lui a été donnée par ses étudiants du Hartford State Technical College (en), où il était le chef du département informatique. Il préfère maintenant être appelé par ce nom. D'après lui, ce surnom viendrait « d'une époque où j'avais moins de contrôle sur mon tempérament ».
Il est titulaire d'un Master of Science en informatique du Rensselaer Polytechnic Institute (1977) et d'une licence en commerce et ingénierie de l'université Drexel (1973).
Il a travaillé pour des compagnies comme la Western Electric Corporation, les assurances Aetna, les laboratoires Bell, Digital Equipment Corporation, VA Linux Systems, et SGI. Il est actuellement consultant pour l'industrie.
C'est à l'époque où il travaillait pour Digital qu'il s'intéressa initialement à Linux, et aida Linus Torvalds à obtenir de l'équipement et des ressources pour créer son premier portage, sur une plateforme Alpha de Digital. C'est également à cette époque que John Hall, qui vivait dans le New Hampshire, fonda le plus important groupe d'utilisateurs Linux de cet État.
John Hall fait partie du conseil d'administration de plusieurs compagnies, et de plusieurs organisations à but non lucratif, dont l'association USENIX. C'est un pionnier célèbre de la communauté informatique, et un chef de file du mouvement open source.
John Hall a reçu un prix pour l'ensemble de ses services à la communauté Open Source, aux Linux and Open Source Awards 2006, au Royaume-Uni.